# Euphoria pulchella
Euphoria pulchella är en skalbaggsart som beskrevs av Hippolyte Louis Gory och Achille Rémy Percheron 1833. Euphoria pulchella ingår i släktet Euphoria och familjen Cetoniidae. Inga underarter finns listade i Catalogue of Life.